# Leptostylus retrorsus
Leptostylus retrorsus är en skalbaggsart som beskrevs av Bates 1885. Leptostylus retrorsus ingår i släktet Leptostylus och familjen långhorningar.
Artens utbredningsområde är Panama. Inga underarter finns listade i Catalogue of Life.